# أنيت إي. براون
أنيت إي. براون (بالإنجليزية: Annette E. Brown) هي ضابطة أمريكية، ولدت في 24 أغسطس 1950 في لوس أنجلوس في الولايات المتحدة.